# Бавли
Бавли́ (рос. Бавлы) — місто в Російській Федерації, адміністративний центр Бавлинського району Республіки Татарстан.
Населення міста — 22 178 осіб (2014).